# Безсъние (роман)
Вижте пояснителната страница за други значения на Безсъние.
„Безсъние“ (на английски: Insomnia) е роман на ужасите от Стивън Кинг, издаден през 1994 година. Както и в „То“ и в „Капан за сънища“, действието му се развива в измисления град Дери, Мейн.
Тази книга обяснява донякъде мистичната природа на Дери (виж например „То“), разкрива и някои от метафизичните концепции около „Тъмната кула“ и миналото на Патрик Денвил.

## Сюжет
Внимание:  Текстът по-долу разкрива сюжета на произведението (или части от него)!
Ралф Робъртс, пенсиониран вдовец, започва да страда от безсъние. С влошаването на състоянието си той започва да вижда неща, които другите не виждат: аурата на хората или малки човечета в бели дрехи, които нарича „малките бели доктори“ заради външността им. Робъртс започва да възприема иначе недоловими аспекти на действителността и влиянието им върху „реалния“ свят. Открива, че негова позната, на име Луиз Чейс, страда от същото. Тя се присъединява към усилията му да предотврати надигащото се зло и научава истината за „докторите“. (Луиз и Ралф ги наричат „Клото, Лахезис и Атропос“, по имената на орисниците от гръцката митология.) Фонът, на който се развива действието, е наближаващият сблъсък между група от защитници на правата на жените и група противници на абортите.
Кулминацията наближава, когато Ед Дийпньо, откачен бивш съсед на Луиз и Ралф, се опитва да разбие неголям самолет, съдържащ експлозив C4, в сградата на Центъра за граждански права в Дери, по време на масово събиране. Всъщност той го прави под влиянието на същество, наречено Пурпурният Крал. Ралф и Луиз смятат, че намерението на Ед е да избие хилядите събрали се хора. Истината обаче е, че Ед е зомбиран и превърнат в камикадзе, за да изпълни истинското намерение на Пурпурния Крал - да убие момче на име Патрик Денвил, който играе ключова роля в книгите от поредицата „Тъмната кула“.
Ралф побеждава Краля и насочва самолета към паркинга. По този начин той спасява живота на Патрик и му позволява да изпълни мисията си и да се появи в „Тъмната кула“.

## Награди
Книгата е била номинирана за наградата Брам Стокър за най-добър роман на 1994 г.